# Estilo Luís XIII

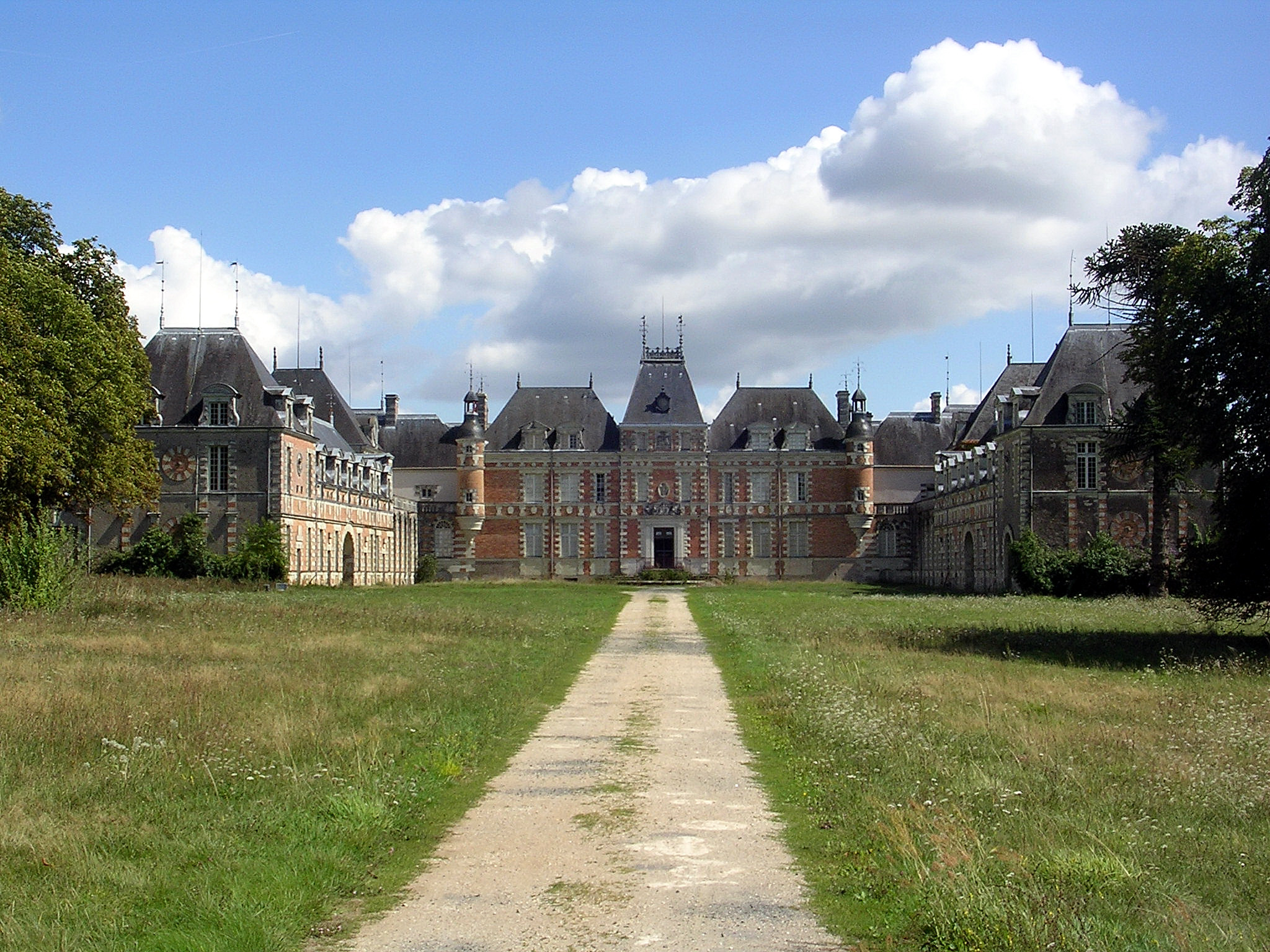
O château de Clermont (1643-1649), em Cellier (Loire-Atlantique), fornece as principais características de Luís XIII..

O estilo Luís XIII durou do fim do século XVI até a subida de Luís XIV ao trono.
Os modelos hispano-flamengos e italianos dividiram a preferência dos decoradores da época e de seus clientes (príncipes, nobres e burgueses ricos). As paredes eram cobertas com pinturas enquadradas por estuques dourados, tapeçarias ou couro, com desenhos impressos, pintados e dourados. 
O quarto era a principal peça da residência, ocupado pelo leito en housse (com cobertura), ornado de cortinas (substituído por volta de 1645 pela alcova fechada com uma balaustrada) e por poltronas, cadeiras, genuflexórios e tamboretes guarnecidos de tecido, com pés torneados em círculo ou em espiral. O grande móvel foi o cabinet, um móvel com vários compartimentos para objetos preciosos; era feito de ébano, sendo freqüentemente importado de Flandres, e tinha batentes esculpidos em baixo-relevo, sustentado por cariátides, mísulas ou balaústres. A escrivaninha, vinda da Itália, também apareceu nesse período.